# Église Saint-Cyr de Vesdun
Pour les articles homonymes, voir Église Saint-Cyr et Saint Cyr.
L'église Saint-Cyr de Vesdun est une église catholique situé dans la commune de Vesdun. Elle date du XIIe siècle et fait l’objet d’une inscription au titre des monuments historiques depuis le 14 janvier 1994. Elle comporte notamment une série de fresques datant du XIIe siècle et découverte lors de la restauration en 1994.

## Historique
L'église est mentionnée en 1115 dans la bulle pontificale énumérant les biens de l'abbaye de Déols. Un prieuré-cure bénédictin devait exister,. L'édifice se présente comme une église rurale à laquelle ont été ajoutées au sud une chapelle (XVIe siècle) dédié à la Vierge, et à l'ouest un clocher-porche construit en 1861). L'église de style roman est sans transept. Elle comprend une nef rectangulaire qui a été couverte au XVIe siècle d'une voûte en berceau lambrissée, prolongée par une vaste abside rectangulaire terminée par un chevet plat. L'abside conserve plusieurs chapiteaux historiés. 
L’église était, jusqu’au XVIe siècle, l’église conventuelle des mones bénédictins dépendants de l’abbaye de Déols. En 1569, lors du passage des troupes protestantes, une partie du village et l’église paroissiale Saint-Symphorien sont incendiés. C’est pour cette raison que l’église Saint-Cyr devient église paroissiale ; l’ancienne église se trouverait dans la Rue du Pré.

## Description
La nef est éclairée par quatre fenêtres dont les vitraux ont été refaites par jean Mauret.
Au nord à côté du chœur se trouve une petite chapelle latérale datant du XVIe siècle. Elle a été construite par Antoine Goutault, dernier prieur des moines bénédictins. Il est l’auteur d’une plaque accrochée à un mur en sa mémoire. La chapelle, alors consacrée à Saint-Antoine, l’est désormais à la Vierge. Deux statue en bois polychrome qui datent du XIVe et XVe siècles y figurent.

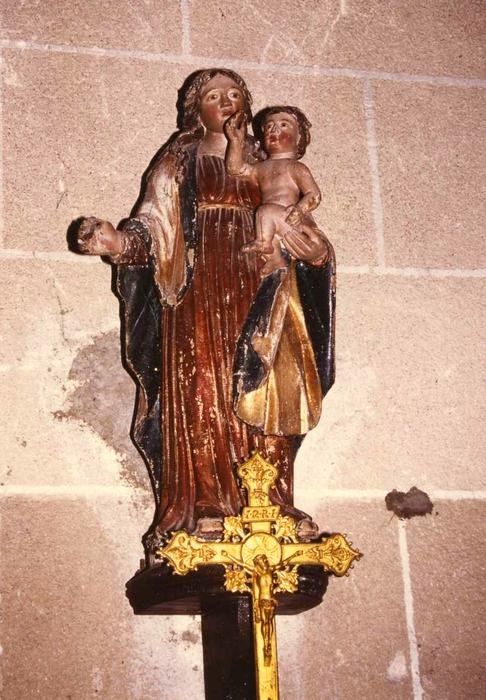
Statue de la Vierge à l'enfant

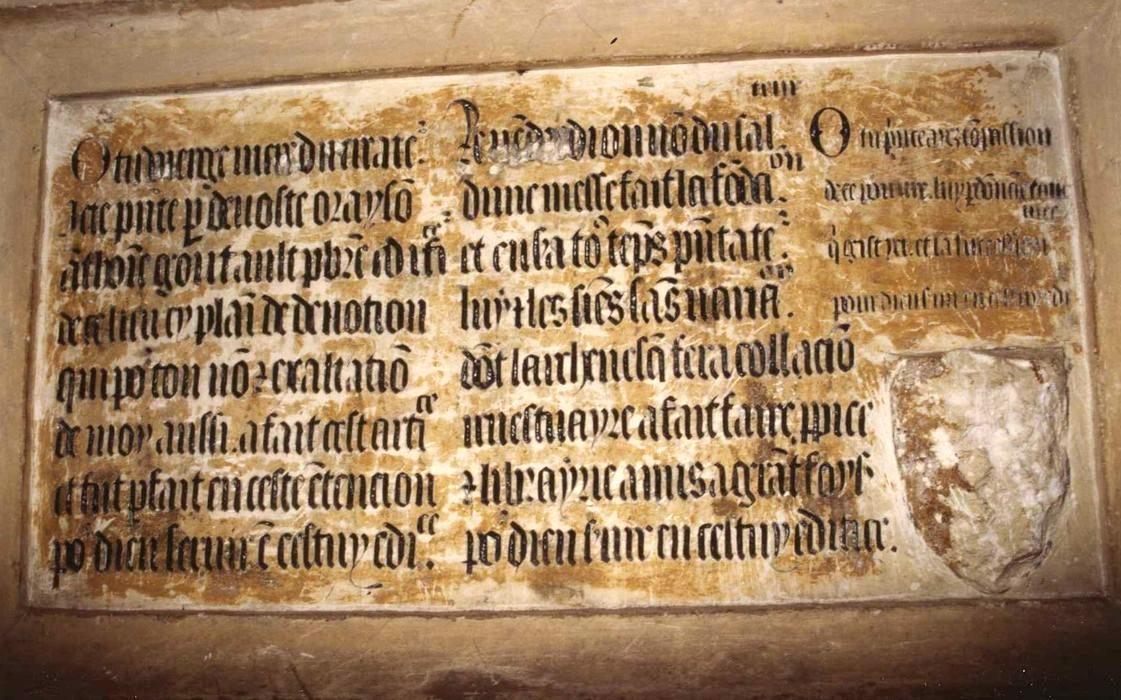
Plaque commémorative

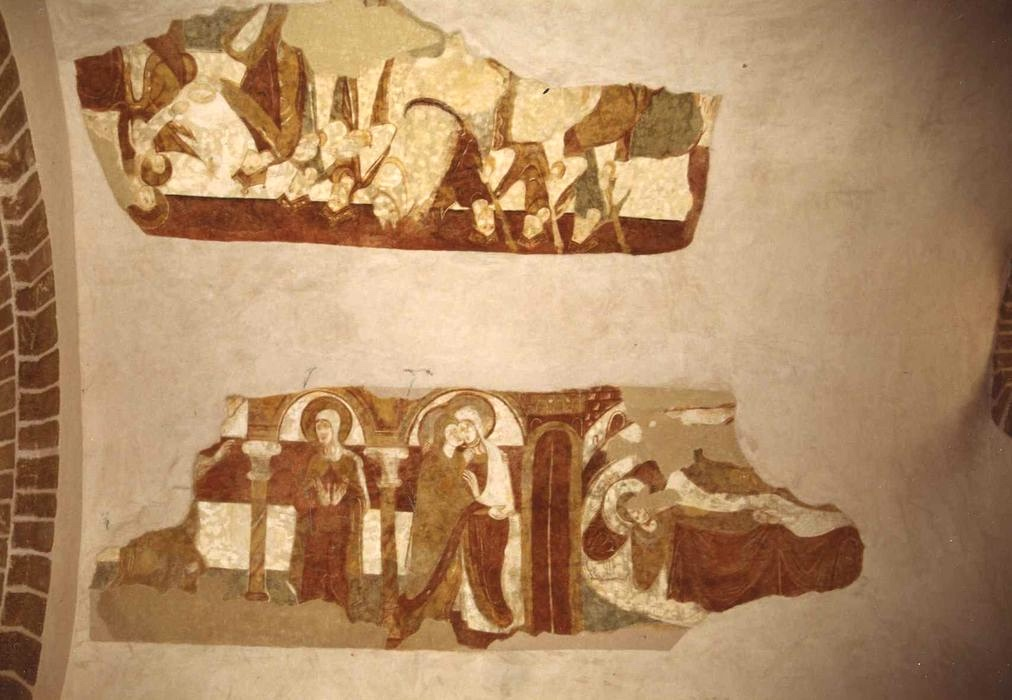
Fresques sur le plafond du chœur

Le chœur est plus bas que la nef. Les colonnes ajoutées n’ont pas de base visible. Le sommet des colonnes soutient un panneau à recouvrement décoré de carrés. Les fresques se trouvent de chaque côté de la voûte.
L’actuel clocher a été ajouté à l’église en 1861. Il abrite la grosse cloche qui se trouvait auparavant aux portes de la ville. Elle porte l’inscription : «  Saint-Cyr et Sant-Siphorien, patron de Vesdun » . Le curé Isidore Guillon (en activité 1879-1893) a fait ajouté deux autres cloches et a fait faire divers travaux.

## Fresques
Un décor peint découvert lors de la restauration se présente en deux registres parallèles sur les versants nord et sud de la voûte du chœur. Les scènes représentées sont tirées de l'enfance du Christ : Annonciation, Visitation, Nativité au nord ; Fuite en Égypte et Adoration des mages au sud.
Les chapiteaux des piliers portent des décors singuliers

## Vitraux
L'église de Vesdun présente des vitraux de Jean Mauret dans quatre baies du chœur numérotées 0, 1, 2 et 100. Les vitraux, conformément à la commande, s'harmonisent avec les tons des peintures murales romanes présentes sur la voûte en berceau, en particulier par l'utilisation de verres aux nuances chaudes (jaune d'argent plus ou moins orangé).